# Alex Proyas
Alexander "Alex" Proyas (23 de setembre de 1963, Alexandria, Egipte) és un director de cinema, escriptor i productor egipci-australià. És director de molts vídeos musicals i comercials, sovint en associació amb Patrick Tatopoulos.

## Carrera
Tot i néixer a Egipte, amb tres anys es va traslladar amb la seva família a Sydney, Austràlia. El seu primer treball com a director fou un projecte d'adaptació al cinema del còmic The Crow amb l'actor Brandon Lee. Tràgicament, Lee va morir en un accident durant el rodatge, només vuit dies abans d'acabar la pel·lícula, el març del 1993. Després de la mort de Lee, Proyas es va proposar acabar el film com un homenatge a l'actor mort, i va fer servir dobles i efectes especials que li van permetre acabar la pel·lícula. The Crow finalment fou estrenada el maig de 1994 amb un gran èxit.
El 1998 va dirigir la pel·lícula de ciència-ficció i suspens Dark City, amb resultats dolents tot i haver obtingut una gran quantitat de premis. El 2004 va dirigir Jo, robot, basada en l'obra homònima d'Isaac Asimov, amb Will Smith en el paper principal.

## Filmografia
- 1989 Spirits of the Air, Gremlins of the Clouds
- 1994 The Crow
- 1998 Dark City
- 2002 Garage Days
- 2004 Jo, robot
- 2009 Senyals del futur
- 2016 Gods of Egypt